# Beta Tauri
Beta Tauri ou β Tauri, em português Beta do Touro, é a segunda estrela mais brilhante da constelação do Touro, com uma magnitude aparente de 1,7.
Como se encontra no limite da constelação de Cocheiro, também tem a designação de Gamma Aurigae (γ Aurigae, ou Gama do Cocheiro), só que esse nome é bem menos comum.
Popularmente, também é chamada pelos nomes árabes de Elnath, El-Nath ou El Nath.
Em relação ao sol, esta estrela é notável pela elevada abundância de manganês. Pelo contrário, é pobre em cálcio e magnésio.

Esta estrela começou a divergir da sequência principal, tornando-se numa gigante laranja.